# Pingu
Pingu és una sèrie de televisió infantil d'animació stop-motion amb plastilina, creada per Otmar Gutmann, i produïda per la televisió suïssa per The Pygos Group (anteriorment, Trickfilmstudio i Pingu Filmstudio) i distribuïda per HIT Entertainment i Hot Animation. La sèrie se centra en una família de pingüins antropomòrfics del pol Sud. El personatge principal és el seu fill, que s'anomena igual que el títol de la sèrie, Pingu.
La sèrie va ser originalment creada per fer quatre temporades des del 7 de març de 1990 fins al 9 d'abril del 2000 al canal suís SF DRS i després va ser renovat per dues temporades més de l'1 d'agost del 2003 fins al 3 de març del 2006 a BBC Two. Pingu va guanyar un Premi BAFTA. L'episodi pilot de Pingu es va emetre per primera vegada a la televisió suïssa l'any 1986, i posteriorment es va mostrar al 37è Festival Internacional de Cinema de Berlín.
Pingu va esdevenir una sèrie molt popular, a causa de la manca d'un llenguatge parlat real: gairebé tot el diàleg és en un "llenguatge pingüí" inventat, anomenat "Penguinese" (en anglès), la traducció al català seria pingüinès. Aquest llenguatge consisteix en balboteig, murmuració i el característic so de clàxons que Pingu fa convertint el bec en forma de megàfon, el qual es pot reconèixer com a "Noot noot!" o altres variants declarades com a "Noo, Noo!", establertes per la secció de Trivia que tenia la pàgina web de Pingu. Als inicis, tots els personatges van ser interpretats per l'actor italià Carlo Bonomi, utilitzant un llenguatge de sorolls que ja havia desenvolupat i utilitzat per a la sèrie italiana La Linea, dirigida per l'animador Osvaldo Cavandoli. Ja més endavant, el repartiment de Pingu va tenir la veu conjunta de David Sant i Marcello Magni.
Un va fer una versió japonesa de la sèrie, titulada Pingu in the City, la qual va començar a emetre’s a NHK el 7 d'octubre de 2017.

## Història

### Episodis
Article principal: llista d'episodis de Pingu (en anglès)
| Temporada | Episodis | Episodis | Estrena               | Estrena                |
| Temporada | Episodis | Episodis | Primera emissió       | Última emissió         |
| --------- | -------- | -------- | --------------------- | ---------------------- |
| 1         | 26       | 26       | 7 de març de 1990     | 27 d'octubre de 1990   |
| 2         | 26       | 26       | 3 de novembre de 1991 | 20 de desembre de 1994 |
| 3         | 26       | 26       | 17 de juny de 1995    | 6 de setembre de 1996  |
| 4         | 26       | 26       | 5 de gener de 1998    | 9 d'abril de 2000      |
| 5         | 26       | 26       | 1 d'agost de 2003     | 6 de febrer de 2004    |
| 6         | 26       | 26       | 3 de gener de 2005    | 3 de març de 2006      |

La localització de la sèrie és a l'Antàrtida i se centra al voltant de diverses famílies de pingüins que viuen en iglús. El personatge principal, el Pingu, pertany a una d'aquestes famílies; sovint viu aventures amb la seva germana petita Pinga i fa malifetes amb el seu millor amic Robby (una foca).

## Personatges

### Principals
- Pingu: és el personatge un pingüí juganer, curiós i a vegades entremaliat. El seu nom prové de la paraula pingüí en alemany: Pinguin. Té una forta voluntat i en la gran majoria d'ocasions es comporta bé, però ocasionalment enganya i pot provocar alguns problemes, com tots els nens i nenes del món. A vegades ajuda al seu pare i a la seva mare a fer feines de cassa. A mesura que la sèrie progressa, es va tornant cada vegada més madur i responsable.
- Pinga: és la germana petita del Pingu, i sembla que és una cria de pingüí emperador, igual que totes les altres cries de pingüí de la sèrie. És molt feliç i juganera, però també molt sensible i intel·ligent.
- Pare i Mare: Són els pares del Pingu i la Pinga. El pare treballa de carter i té una motocicleta de neu per repartir el correu. Durant els primers episodis fumava pipa, encara que ho va deixar immediatament després que naixés la Pinga. La mare passa la major part del temps a casa. Ambdós comparteixen les tasques domèstiques (teixir, cosir i planxar, per exemple).
- Avi: És l'avi matern del Pingu i la Pinga, té 90 anys. Toca l'acordió i quan era jove era aixecador de pesos.
- Robby: és una foca i el millor amic del Pingu. El seu nom és un joc de paraules, ja que "Robbe" en alemany significa "foca". Durant els primers quatre episodis, la seva pell era de color gris tirant a blau, però a la resta és de color gris clar.